# E19 (U-Boot)
HMS E19 war ein Unterseeboot der E-Klasse der britischen Royal Navy, das im Ersten Weltkrieg in der Ostsee im Einsatz war.
Die E19 gehörte zu einer 46 Boote umfassenden leicht verbesserten Untergruppe von U-Booten der E-Klasse, die zu Beginn des Ersten Weltkriegs den leistungsfähigsten und neuesten mittleren U-Boot-Typ der Royal Navy repräsentierten.
Nach der Indienststellung sowie dem Erreichen der Einsatzbereitschaft verlegte das Boot unter dem Kommando von Lt. Cdr. Francis Cromie zusammen mit dem Schwesterboot E13 im August 1915 durch den Öresund in die Ostsee, um dort die russische Baltische Flotte zu unterstützen und den deutschen Handelsschiffverkehr nach den skandinavischen Ländern zu bekämpfen.
So konnte das Boot am 11. Oktober 1915 innerhalb kurzer Zeit vier Handelsschiffe südlich der Insel Öland versenken. Der spektakulärste Erfolg des Bootes war die Versenkung des Kleinen Kreuzers Undine am 7. November 1915 nördlich Kap Arkona.
Nach der Organisation eines Geleitzugwesens für die deutschen Handelsschiffe ab 1916 gingen die Erfolge spürbar zurück. Das Boot stand, unterbrochen durch die jahreszeitlich bedingte Vereisungsperiode der Ostsee, bis zur Selbstversenkung aufgrund der deutschen Finnland-Intervention bis zum April 1918 im Einsatz.
Am 4. April 1918 wurde E19 nach der Besetzung Helsingfors durch die deutsche Ostsee-Division zusammen mit drei Schwesterschiffen 1,5 sm südlich des Leuchtturms von Harmaja selbstversenkt, um es nicht in deutsche Hand fallen zu lassen. Das Wrack wurde nicht gehoben.